# Домашников, Борис Фёдорович
Борис Фёдорович Домашников (5 апреля 1924, дер. Кригоузово, Юрьевецкий уезд, Иваново-Вознесенская губерния, РСФСР — 20 июня 2003, Уфа, Башкортостан, Россия) — советский, российский художник-живописец. Народный художник СССР (1982).

## Биография
Борис Домашников родился 5 апреля 1924 года в деревне Кригоузово (ныне в Лухском районе, Ивановская область) в крестьянской семье. В семье было пять детей.
В 1935 году семья переехала в Уфу, где жила на окраине города, в землянке, затем — в коммуналке, много лет спустя получили квартиру по улице Краснодонской. Родители работали на моторостроительном заводе. Во время Великой Отечественной войны военкомат отказался брать его на фронт по состоянию здоровья и Борис работал в художественной мастерской горкомхоза — писал лозунги, плакаты, солдатские похоронные таблички.
В 1945 году поступил в Уфимское театрально-художественное училище (преподаватели А. Э. Тюлькин и П. М. Лебедев), которое окончил в 1950 году.
После окончания училища преподавал рисование и черчение в школе, работал декоратором в Уфимском кукольном театре.
С 1953 года участвовал в выставках в Уфе (1953), Москве (1954), Салавате (1966), Ленинграде (1972), Франции, Англии, Голландии (1976), Японии, ГДР, Польше, Венгрии (1977).
В 1960-х годах художник путешествовал по Италии, где изучал подлинники античности, был в Самарканде, Новгороде, Пскове, Ростове Великом.
Член Союза художников СССР (1954), член правления СХ Башкирской АССР (с 1957), член Центральной ревизионной комиссии СХ СССР (1972—1980).
Член-корреспондент РАХ (1997).
Скончался 20 июня 2003 года в Уфе. Похоронен на Южном кладбище.

### Семья
- Дочь Татьяна Борисовна Домашникова (Байматова),Сын — Виктор Борисович Домашников (р. 1956), художник[3][неавторитетный источник]

## Творчество
С именем художника связано понятие «чистого» пейзажа, где сюжет не несёт смысловой нагрузки, а цель — выразительная передача глубоко личных, камерных эмоциональных переживаний автора.
Его кисти принадлежат картины «Под Уфой. Весна» (1954), «Охлебинино» (1954), «Весна на Псковщине» (1959), «Березняк» (1960), «Стадион. Сумерки» (1960), «Псков. Синий день» (1969), «Зима на окраине» (1955), «Урал» (1962), «Сказ об Урале» (1974), «Пейзаж с поездом» (1981), серия полотен «Москва. Красная площадь», серия работ «По Южному Уралу».
Произведения художника находятся во многих музейных (около 40) собраниях и частных коллекциях, в том числе в Государственной Третьяковской галерее, в Академии художеств, Государственном музее искусств народов Востока, Национальном музее республики Башкортостан в Уфе, Башкирском государственном художественном музее имени М. В. Нестерова, Севастопольском художественном музее и других.

### Выставки
Республиканские — с 1949 г. на всех, кроме молодёжных 1972, 1976.
- Выставка произведений художников стран социализма, 1959.
- Зональные выставки «Урал социалистический»: Свердловск, 1964; Пермь, 1967; Челябинск, 1969; Уфа, 1974.
- Декадная выставка башкирского искусства в Москве, 1955.
- Декадная выставка произведений художников БАССР, Москва, Ленинград, 1969.
- Выставка произведений художников 3-х зон, Москва, 1971.
- Выставка произведений художников БАССР, посвященная 100-летию со дня рождения В. И. Ленина, Ульяновск, 1970.
- Выставка произведений художников автономных республик РСФСР, Москва, 1971.
- Всероссийская художественная выставка, Москва, 1953.
- Всероссийская художественная выставка, Москва, 1954.
- Всероссийские художественные выставки, Москва, 1961-1977.
- Всероссийская выставка «Советский пейзаж», Ленинград, 1976—1977.
- Всесоюзные художественные выставки, Москва, 1957-1976.
- Всесоюзная художественная выставка «По Ленинскому пути», посвященная 60-летию Великого Октября, Москва, 1977.
- Передвижные выставки «Советское искусство», по стране, с 1954.
- Выставка произведений башкирского искусства в ГДР, г. Галле, 1975.
- Международные выставки «Советское изобразительное искусство»: Швеция, 1974, Италия, 1975, Франция, 1976, Япония, 1976, Англия, 1976, Голландия, 1976, ГДР, 1977, Польша, 1977, Венгрия, 1977 и др. страны.
- Художественная выставка работ участников международного симпозиума, ЧССР, г. Пештаны, 1974.

Персональные выставки:
- Уфа, 1953;
- Новгород, 1958;
- Москва, Ленинград, Горький, Ярославль, Свердловск, Пермь, Саратов, Челябинск, Уфа, 1964,
- г. Салават, БАССР, 1966;
- 1970: Новосибирск (академгородок — картинная галерея), Новокузнецк, Кемерово, Москва (Кузнецкий мост — выставочный зал СХ РСФСР), Звездный городок.
- 1971: редакция газеты «Ленинец», Уфа;
- 1974: Прага (Академия Художеств, Министерство финансов, дом Советско-чехословацкой дружбы), Высокие Татры и др. города ЧССР;
- 1976: Бирск, БАССР (больница № 1); 1977: медицинский институт, сельскохозяйственный институт, завод «Уфимкабель»); Бирск, БАССР; Уфа—выставка «Москва. Красная площадь».

## Звания и награды
«Я не считаю нашу эпоху напрасной — столько пережито и сделано. Могу ли я быть не благодарным нашему времени, если оно дало мне, крестьянскому сыну, возможность быть художником, открыло искусство М. Нестерова, И. Левитана, Филиппо Липпи»
- Заслуженный деятель искусств Башкирской АССР (1965)
- Заслуженный художник РСФСР (1965)
- Народный художник РСФСР (1975)
- Народный художник СССР (1982)
- Премия имени Салавата Юлаева (1977) — «за серию картин „К Ленину“, „Красная площадь“, „Август в Башкирии“, „Уральский сказ“, „Вновь весна“»
- Орден «Знак Почёта» (1967)[5]
- Медаль «За трудовое отличие» (1955)[6]
- Медаль «За доблестный труд. В ознаменование 100-летия со дня рождения Владимира Ильича Ленина» (1970)
- Серебряная медаль 6-го Всемирного фестиваля молодёжи и студентов в Москве (1957)
- Золотая медаль Российской академии художеств (2002)
- Почётный гражданин Уфы (1994)[7]

## Память
В Уфе на улице Салавата установлена мемориальная доска, увековечивающая память Бориса Домашникова. Памятный знак установлен на доме под номером 17, где более 30 лет находилась творческая мастерская Бориса Федоровича.
Именем Бориса Домашникова была названа одна из центральных улиц города Уфы.